# Glanamman
Glanamman är en ort i Storbritannien.   Den ligger i kommunen Carmarthenshire och riksdelen Wales, i den södra delen av landet, 260 km väster om huvudstaden London. Glanamman ligger 107 meter över havet och antalet invånare är 4 168.
Terrängen runt Glanamman är huvudsakligen kuperad, men åt nordväst är den platt. Runt Glanamman är det tätbefolkat, med 411 invånare per kvadratkilometer. Närmaste större samhälle är Swansea, 19,9 km söder om Glanamman. Trakten runt Glanamman består i huvudsak av gräsmarker.